# De halve Havelaar
De halve Havelaar is een stripverhaal uit de reeks van Suske en Wiske, dat werd uitgegeven op 15 juni 2010.

## Personages
In dit verhaal spelen de volgende personages mee:
- Suske, Wiske, tante Sidonia, Lambik, Jerom, professor Barabas, Marieke, klasgenootjes, juffrouw, abeiders op een plantage, heer Ulewapi, Eduard Douwes Dekker (Multatuli) Jan Douwes Dekker (plantage-eigenaar), Mohka[1], Ravana, Droogstoppel (jeugdvriend van Eduard, koffiehandelaar), Stern, handlangers van Ravana, Ehspresho[2], regent, gouverneur-generaal Duymaer van Twist

## Locaties
Dit verhaal speelt zich af op de volgende locaties:
- België, school, Java, koffieplantage, Tollfree Flowers, hotel, koffiestalletje, de Borobudur, paleis, plantage van Regent Dahtetgit Adipati, Lebak, Bantam

## Uitvindingen
In dit verhaal spelen de volgende uitvindingen van Professor Barabas mee:
- de teletijdmachine

## Het verhaal
Wiske houdt een spreekbeurt over koffie op school. Ze heeft het over plantages in Nederlands-Indië en vertelt dat ze de teletijdmachine heeft gebruikt tijdens de vakantie van professor Barabas om naar het Java van 1858 te reizen. Suske en Wiske horen van een arbeider dat er niet wordt betaald voor het werk dat gedaan moet worden. Bovendien hebben de mensen honger, omdat ze hun eigen velden niet kunnen bewerken. Suske voorkomt dat een arbeider geslagen wordt met een rotting (zweep) als de buffels ingevorderd worden voor heer Ulewapi. De man geeft zijn buffel echter toch af en vertelt dat het een plicht is om je overste te eren. Hij vertelt dat Eduard Douwes Dekker protesteert tegen het onrecht en Suske herinnert zich dat hij de schrijver van Max Havelaar is. De boer wijst Suske en Wiske naar de plantage van Jan, de broer van Eduard. Hij vertelt dat zijn broer in een hutje schrijft en geeft ze een pakketje mee om het ijs te breken. Er zit een vogelspin in het pakket, maar Suske weet het dier te verjagen. Het is een aanslag, er zit een briefje in het pakket dat ondertekend is door Ravana.
Eduard vertelt dat hij als assistent-resident van de provincie Lebak de overheid wilde aanklagen tegen uitbuiting. Men wilde dit niet en Eduard nam ontslag. Sindsdien woont hij bij zijn broer en werkt aan een boek. Bang voor een nieuwe aanslag besluit Eduard het boek via zijn jeugdvriend Droogstoppel naar zijn vriend Stern te brengen. Suske en Wiske willen helpen en nemen het manuscript mee, maar worden gevolgd door Mohka. 's Nachts probeert Mohka het manuscript te stelen, maar dit mislukt. De kinderen geven het manuscript aan Droogstoppel. Als ze vertrekken, blijkt Mohka Droogstoppel met een kris te bedreigen. Droogstoppel heeft een pistool en heeft de situatie onder controle, maar vraagt dan een geldbedrag zodat Ravana het manuscript toch in handen zal kunnen krijgen. Mohka belooft een ontmoeting te regelen en vertrekt. Suske en Wiske proberen het manuscript terug te krijgen, maar worden ontdekt door hotelpersoneel. Ze vluchten, maar Wiske raakt haar tas kwijt. Dan komt Lambik met een koets voorbij, hij heeft de gebeurtenissen op het scherm van de teletijdmachine gevolgd en komt helpen.
Eduard besluit naar Holland te vertrekken, maar Wiske waarschuwt dat hij niet veilig in Batavia kan komen. Lambik biedt aan hem te begeleiden en Suske en Wiske gaan op zoek naar het manuscript. Jan wordt ingelicht en hij vertelt Mohka dat zijn broer naar Bantam zal reizen. Suske en Wiske vermommen zich en volgen Mohka als Saïdjah en Adinda. Eduard wordt bij een koffiestalletje herkend en hij en Lambik vluchten. Eduard valt in een ravijn en wordt niet terug gevonden, Lambik wordt meegenomen naar Ravana. Suske en Wiske ontdekken dat het hoofdkwartier van Ravana in de pas ontdekte Borobudur gelegen is. Mohka vertelt dat Eduard naar Bantam vlucht, maar andere spionnen vertellen dat ze hem op de weg naar Batavia hebben gezien. Suske en Wiske worden ontdekt en naar Ravana gebracht. Wiske ziet een lelijke tatoeage op zijn voet. 
Ehspresho waarschuwt Jan, Eduard is gevonden en wordt naar het huis van Jan gebracht. Er wordt een bewaker naast zijn bed gezet. Lambik wordt naar de Borobudur gebracht en komt in de cel bij Suske en Wiske. Jan gaat naar de gouverneur-generaal en hoort dat die geweigerd heeft zijn broer te ontvangen na beschuldigingen tegen de regent van Lebak. De gouverneur-generaal belooft een onderzoek in te stellen en Jan gaat naar huis. De gouverneur-generaal blijkt echter niet aan zijn kant te staan. Intussen weten Suske, Wiske en Lambik te ontsnappen. De Sjaalman houdt hen tegen en levert ze weer uit aan Ravana. Hij wil samenwerken met Ravana en publicatie van het boek van Multatuli voorkomen. Net als Ravana verdient Sjaalman veel aan de onderdrukking van de bevolking. Ravana weigert een geldbedrag aan Droogstoppel te geven en besluit dat Suske en Wiske het manuscript moeten halen. Als ze weigeren of zijn schuilplaats bekendmaken, zal hij Lambik doden. 
Suske en Wiske vinden Droogstoppel en na een gevecht krijgen ze de helft van het manuscript in handen. Ravana hoort dat nog in leven is en verzorgd wordt op de plantage van zijn broer. Sjaalman biedt aan om Ravana te helpen en gaat naar de plantage van Jan. Suske en Wiske komen op een plantage en begraven de helft van het manuscript. Ze vertellen de regent over de gebeurtenissen en worden dan voorgesteld aan heer Ulewapi. De regent hoort wat er eerder is gebeurd en zegt dat Ulewapi de buffel terug moet geven aan de arbeider. Handlangers van Ravana komen bij de bewaakte hut op de plantage van Jan en schieten op de in verband ingepakte Eduard. Ravana vertelt Sjaalman dat de helft van het manuscript in de kluis van Droogstoppel ligt en de andere helft begraven is op de plantage van de regent. 
Sjaalman laat Lambik een brief schrijven waarin hij vertelt ontsnapt te zijn en op weg naar de plantage van Trekke Egberts. De kinderen moeten met de helft van het manuscript richting Batavia reizen. Nu Suske en Wiske denken dat Lambik niet meer in gevaar is, verklappen ze de schuilplaats van Ravana. De regent gaat met zijn mannen naar de Borobudur en Suske en Wiske graven de helft van het manuscript op. Ze reizen naar Batavia en komen bij het pakhuis van Trekke Egberts aan, maar ook Droogstoppel is daar met de andere helft van het manuscript. De adipati komt er ook en Droogstoppel vlucht. Dan herkent Wiske de tatoeage op de voet van de adipati, het is Ravana. Sjaalman komt er ook en verscheurt de papieren. Sjaalman dankt de adipati, zijn financiën zijn veilig en in ruil wil hij de kinderen doden. Lambik overmeestert Sjaalman en iedereen is bedroefd dat Max Havelaar niet verschijnen zal.
Dan wordt Sjaalman ontmaskerd, het blijkt Eduard te zijn. Na zijn val in de rivier liet hij een stropop maken en deze moest hemzelf voorstellen. Hij liet een brief bij zijn broer brengen en kreeg kleding, waarna de pop naar de plantage werd gebracht. Hij wilde voorkomen dat Ravana Droogstoppel zou doden en betrok Suske en Wiske in het plan. Ook bevrijdde hij Lambik en Eduard vertelt dat hij niet het echte manuscript heeft vernietigd. Jan heeft de ware identiteit van Ravana onthult aan de gouverneur-generaal en de regent wordt gevangengenomen. Eduard overweegt naar Frankrijk of Nederland te gaan om het boek af te werken, maar Lambik begint over Kriek-Lambiek en Eduard gaat naar Brussel. 
De juffrouw vindt het geen goede spreekbeurt en Wiske moet de week erop opnieuw een spreekbeurt houden. Suske en Eduard willen vertellen dat het wel echt gebeurd is, maar ze worden het klaslokaal niet ingelaten.

## Achtergronden
- Karta Nata Negara is de regent van Lebak